# Ke'o
Het Keo, ook Nage-Keo, is een Austronesische taal die gesproken wordt door 40 000 (2001) inwoners van Zuid-Centraal-Flores, onderdeel van de Kleine Soenda-eilanden (Indonesië). De sprekers van het Ke'o wonen oostelijk van het Ngadhataalgebied, ten zuiden van het Nagetaalgebied, en ten zuiden en zuidoosten van de vulkaan Ebu Lobo. Ook in Kecamatans Mauponggo, Nangaroro en het kapubaten Ngada, in het noorden begrensd door het Nage, in het westen door het Ngadha en in het oosten door Endeneestalig gebied wordt Keo gesproken.

## Classificatie
- Austronesische talen (1268)
  - Malayo-Polynesische talen (1248)
    - Centraal-Oostelijke talen (708)
      - Centraal-Malayo-Polynesische talen (168)
        - Bima-Soembatalen (27)
          - Ende-Liotalen (4)
            - Ke'o

## Verspreiding van de sprekers
- Indonesië: 40 000; 73e gedeelde plaats, 83e gedeelde plaats volgens totaal aantal sprekers

## Evolutie van het aantal sprekers
- 1993: 50 000
- 2001: 40 000

Het aantal sprekers is dalende.
Endenees · Ke'o · Lionees · Nage